# Esoptron
Esoptron (Εσοπτρον) — второй студийный альбом греческой дэт-метал-группы Septic Flesh, вышедший в 1995 году.
Запись и микширование проходили в Storm Studio в марте-апреле 1995 года.
Диск был издан в диджипаке французским лейблом Holy Records в 1995 году. В том же году был переиздан в стандартном оформлении.
В 2013 году вышло ремастированное издание альбома, дополненное тремя бонус-треками.

## Список композиций
Все тексты написаны Сотирисом Вагенасом, вся музыка написана Septic Flesh.
| №   | Название                  | Длительность |
| --- | ------------------------- | ------------ |
| 1.  | «Breaking the Inner Seal» | 0:50         |
| 2.  | «Esoptron»                | 5:19         |
| 3.  | «Burning Phoenix»         | 4:39         |
| 4.  | «Astral Sea»              | 0:30         |
| 5.  | «Rain»                    | 3:40         |
| 6.  | «Ice Castle»              | 5:54         |
| 7.  | «Celebration»             | 0:53         |
| 8.  | «Succubus Priestess»      | 4:11         |
| 9.  | «So Clean, So Empty»      | 3:57         |
| 10. | «The Eyes of Set»         | 4:50         |
| 11. | «Narcissism»              | 8:54         |

| №   | Название                                                 | Длительность |
| --- | -------------------------------------------------------- | ------------ |
| 12. | «Woman of the Rings (Remastered)»                        | 6:36         |
| 13. | «Crescent Moon (Live in Lille 1999)»                     | 6:13         |
| 14. | «Brotherhood of the Fallen Knights (Live in Lille 1999)» | 4:43         |

## Участники записи
- Спирос Антониу — вокал, бас
- Сотирис Вагенас — вокал, гитара, клавишные
- Костас — ударные